# 極中道
極中道（きょくちゅうどう、英: radical centrism, radical center, radical middle）は、過激中道とも呼ばれ、20世紀後半に欧米諸国を中心に誕生した比較的新しい思想・人物・党派・勢力を指す。

## 解説
この用語に含まれる極や過激（英: radical）とは、急進的または過激的な中道主義者が、制度の根本的な改革を求める意思を指し、中道（英: centrism , center）は真の解決策には理想主義や感情だけでなく、現実主義や実用主義が必要であるという信念を示している。
ある極中道主義者の文献では、極中道を幻想なき理想主義と定義しているが、これは元々ジョン・F・ケネディの言葉である。
キャンセル・カルチャーやヘイト政治といった左右のラディカル政治、ポピュリスト政治、アイデンティティ政治に困惑している中間層に対して、具体的な政策的価値を提示することで国民をなびかせ、自由民主主義を維持するという肯定的な見方、ネオリベラルのフレームに封じられた「リベラル」という「過激中道（エキストリーム・センター）」であり、恣意的に「中道」を自称しそれ以外への不寛容を示すものという批判的な見方がある。